# Le Vaumain
Le Vaumain ist eine französische Gemeinde mit 409 Einwohnern (Stand 1. Januar 2022) im Département Oise in der Region Hauts-de-France. Sie gehört zum Arrondissement  Beauvais und zum Kanton Beauvais-2 und zur Communauté de communes du Pays de Bray.

## Geographie
Die Gemeinde mit den Weilern La Fonderie und Les Maisonettes liegt rund 16 Kilometer südwestlich von Auneuil am Oberlauf des Flüsschens Aunette, das über die Troësne und die Epte der Seine zufließt.

## Einwohner
| 1962 | 1968 | 1975 | 1982 | 1990 | 1999 | 2006 | 2011 |
| ---- | ---- | ---- | ---- | ---- | ---- | ---- | ---- |
| 172  | 165  | 161  | 193  | 279  | 307  | 349  | 339  |

## Verwaltung
Bürgermeister (maire) ist seit 2014 Jean-Michel Duda.

## Sehenswürdigkeiten
- Kirche Saint-Pierre[1]
- Schloss